# 劉辯
東漢後少帝劉辯（176年—190年3月6日，熹平五年－初平元年正月十二癸丑日），中國汉朝皇帝（光熹元年四月十三戊午日至昭宁元年九月初一甲戌日，即公元189年5月15日－189年9月28日在位）。他是东汉第十三位、亦即倒数第二位皇帝，是汉灵帝劉宏与皇后何氏的独生兒子，即是嫡長子，後遭董卓废黜。
刘辩在灵帝駕崩后继位为帝，由于年幼，实权掌握在临朝称制的母亲何太后和母舅大将军何进手中。少帝在位时期，东汉政权已经名存实亡，他即位后不久即遭遇以何进为首的外戚集团火併以十常侍为首的内廷宦官集团，為了避禍被迫出宫，回宫后又受制于以“勤王”为名进京的西北军阀董卓，之後被废为弘农王，成为东汉唯一一位被废黜的皇帝，其同父异母弟陈留王刘协继位为帝，是为汉献帝。被废黜一年之后，刘辩在董卓胁迫下自尽，时年仅十五岁，其弟献帝追谥他为怀王。
華夏史書称刘辩为皇子辩、少帝和弘农王等，但因为刘辩在位不逾年，一般不視其作正統皇帝，不单独为他撰写专属于帝王的傳記（即本紀），不过现代史学界也有观点承认他是汉朝皇帝。

## 生平

### 早年
劉辯出生于汉灵帝熹平五年（176年）是西漢景帝的第12代孫，父親是当朝皇帝漢靈帝刘宏，母親是来自南陽郡宛县（今河南省南阳市）的宫女何氏，所以刘辩是庶出。皇子辩出生后，何氏母以子贵，被封为贵人，宋皇后被废两年后又被晋封为皇后。
在皇子辩出生之前，灵帝所生皇子都已夭折，所以皇子辩出生后没有养在皇宫中，而养在道人史子眇的家里，不敢叫他的正名，称他为“史侯”。因为史道人有道术，何氏想凭借他的道术保护皇子辩。
灵帝不喜欢皇子辩，而喜欢王美人所生的皇子协。群臣奏请灵帝立皇太子时，灵帝认为皇子辩行为轻佻，没有君主的威仪，不适合做皇帝，想立皇子协为太子，但因何皇后在宫中受宠，而且何皇后的兄长何进任大将军，控制軍隊，并在朝中位高权重，故立太子之事久拖不决，一直到灵帝驾崩时都没有立太子。但《后汉书·盖勋传》及《三国志·武帝纪》提到刘辩时都称之为“太子”，未详孰是。
小黄门高望为尚药监，为刘辩所宠信，刘辩通过灵帝信任的宦官上军校尉蹇硕意图让高望之子成为孝廉，京兆尹盖勋不肯。有人对盖勋说：“太子是未来的皇帝，蹇硕是皇帝的宠臣，你都违背了其意愿，恐怕三怨成府。”盖勋回答：“选举贤良的人为官是为了报效国家，不是贤良我不会举荐，死又何悔！”

### 即位
中平六年（189年），靈帝病重，弥留之际将心目中的继承人皇子协托付给蹇硕。同年夏四月十一丙辰日（189年5月13日），灵帝驾崩，蹇硕想先杀何进再立皇子协为帝，于是请何进入后宫。但是何进刚从外朝进入后宫，蹇硕的司马潘隱是何进的旧识，向何进迎面走去，并用眼神暗示何进。何进大惊，先退出，从便道回到军营，然后谎称自己生病，不能入宫，蹇硕的计划因此失败，而皇子辯也得以顺利繼承帝位。
灵帝驾崩兩日後（同年夏四月十三戊午日，即189年5月15日），皇子辩即位，是為漢少帝，时年十四岁。少帝辩尊母亲何皇后为皇太后，由于少帝年少，何太后临朝称制。宣布大赦天下，改元为光熹。皇弟协时年九岁，封为渤海王。又封后将军袁隗为太傅，与大将军何进同录尚书事，诏书如下：
朕以眇身，君主海内，夙夜忧惧，靡知所济。夫天地人道，其用在三，必须辅佐，以昭其功。后将军袁隗德量宽重，奕世忠恪。今以隗为太傅录尚书事。朕且谅闇，委成群后，各率其职，称朕意焉。
蹇硕在少帝即位后仍然想改立皇子协，又害怕何进掌权后誅殺自己，乃求助于赵忠等其它宦官，但他们或与何进亲近，或急于自保，反而向何进出卖了蹇硕。不久，何进命令黄门令逮捕蹇硕并诛杀之。

### 宫变
灵帝末年，东汉王朝已经摇摇欲坠：朝廷外部爆发了黃巾之亂，东汉中央政府在镇压民变的过程中将权力下放给地方，形成各地事实上的军阀割据的局面，东汉政权已经名存实亡；朝廷内部以大将军何进为首的外戚集团和以十常侍为首的宦官集团在镇压民变期间短暂联合后再度敌对。刘辩正是在这样的情况下即位的。少帝辩继位后，由于年少，一切政事取决于临朝称制的母后和手握兵权的国舅大将军何进。何进外戚集团和宦官集团的矛盾愈演愈烈，终于导致宫变的发生。
何进在诛杀蹇硕后，更进一步欲将宦官们全部诛杀，便召并州牧董卓带兵入京助他一臂之力，并要求妹妹何太后同意杀宦官，但何太后不准。光熹元年八月廿五戊辰日（189年9月22日），何进再次进入何太后居住的长乐宫，要求何太后同意他诛杀全体中常侍。张让、段珪等宦官们听到风声，乃先下手为强，在宫中的嘉德殿前将他杀死。何进的属下吳匡、张璋、袁术等得知何进被殺害，乃带兵欲入后宫杀尽宦官。
第二天（八月廿六己巳日，即189年9月23日）天亮后，宦官们在后宫中坚持不住，乃入长乐宫奏报何太后，谎称大将军的部下谋反，乘机裹胁何太后、少帝、陈留王协和省内官属，劫持宫内其他官员从天桥阁道逃向北宫德阳殿。何太后中途被尚书卢植所救。
八月廿七庚午日（189年9月24日），张让、段珪等迫于追兵，被困北宫中，无计可施，只好带着少帝、陈留王等数十人步行出谷门。入夜后到达小平津。皇帝所用的六颗玉玺未随身攜带，无公卿跟随，只有尚书卢植、河南中部掾闵贡夜里到达黄河岸边，碰到了少帝一行。闵贡率骑兵于快破晓时追上。少帝又饿又渴，闵贡乃杀羊进上，又厉声斥责张让等人祸国乱政，并持剑砍死数名宦官。张让等人惶恐不安，知道死期已到，乃向少帝拱手再拜并叩头辞别，随即投河自尽。
闵贡扶着少帝与陈留王，乘着夜色追着萤火虫发出的微光徒步往南行，欲回皇宫。走了几里地，得到百姓家一辆板车，三人乘车到洛舍後，下车休息。天亮后（八月廿八辛未日，即189年9月25日），找到两匹马，少帝独骑一匹，陈留王与闵贡合骑一匹，从雒舍往南行，这时才渐渐地有公卿赶来会合。

### 回宫
奉何进之令入京“勤王”的并州牧董卓率军来到显阳苑，远远望见宫中起火，知有变故发生，便统兵急速前进。天还没亮，来到京城西，听说少帝一行在北边即將回宫，就率军与大臣们一起到雒阳城北的北芒阪（今北邙山）下迎接少帝。少帝望见董卓突然率大军前来，吓得哭泣流泪。董卓上前与少帝叙话，少帝语无伦次，一旁的陈留王则对答如流。董卓十分高兴，觉得陈留王比少帝贤能，而且认为自己与抚养陈留王的董太皇太后是同族，于是有废黜少帝，改立陈留王之念。
据说汉灵帝末年，民间盛传童谣：“侯非侯，王非王，千乘万骑上北芒。”宫变发生时，刘辩已经登基为帝，已非昔日的“史侯”，而当时的陈留王刘协不久就成为皇帝（献帝），所以叫“侯非侯，王非王”，而“千乘万骑走北芒”指的是百官公卿乘车骑马保护少帝和陈留王上了北邙山，至此童谣灵验，形容当时的政局混乱。然而，现代研究認為這是献帝即位后才被编造出来的，为的是愚民，以巩固统治地位。
当日（八月廿八辛未日，189年9月25日），少帝返回宫中，大赦天下，改元为昭宁。

### 被废
董卓入京後，取代司空刘弘之位，权倾朝野，但他知道并不是所有人都服他，乃决定废少帝，另立陈留王为帝以提高自己的威望。由于董卓手握重兵，朝中除卢植和袁绍外无人敢反对，遂定下废立大计。
昭宁元年九月初一甲戌日（189年9月28日），董卓在崇德前殿召集百官，逼何太后下诏书废黜少帝，诏书写道：
|  | 孝灵皇帝不究高宗眉寿之祚，早弃臣子。皇帝承绍，海内侧望，而帝天姿轻佻，威仪不恪，在丧慢惰，衰如故焉；凶德既彰，淫秽发闻，损辱神器，忝污宗庙。皇太后教无母仪，统政荒乱。永乐太后暴崩，众论惑焉。三纲之道，天地之纪，而乃有阙，罪之大者。陈留王协，圣德伟茂，规矩邈然，丰下兑上，有尧图之表；居丧哀戚，言不及邪，岐嶷之性，有周成之懿。休声美称，天下所闻，宜承洪业，为万世统，可以承宗庙。废皇帝为弘农王。皇太后还政。 |

大意是指控少帝举止轻佻，守丧懒散怠慢，何太后教无母仪，董太皇太后死的不明白，因此将少帝废黜，而陈留王贤明，故另立陈留王为帝，何太后还政。
诏书颁布后，太傅袁隗把废帝弘农王身上佩带的玺绶解下来，进奉给陈留王。陈留王遂即位，改元永汉，是为汉献帝。然后袁隗扶弘农王下殿，向坐在北面的新皇帝称臣。见废帝此状，何太后哽咽流涕，群臣心中悲痛，但都敢怒不敢言。
同年，董卓以“太后踧迫永乐宫，至令忧死，逆妇姑之礼”为由迁何太后于永安宫，后又以鸩酒毒杀，让汉献帝出奉常亭举哀，以太后被废为由，公卿皆穿白衣与会，不成丧。以皇后而非太后礼合葬何太后于灵帝文昭陵。

### 遇害
董卓废少立献的第二年正月（初平元年，190年），山东各地的諸侯、官吏等起兵讨伐董卓。董卓怕這些刺史、州牧、太守以迎废帝弘农王复辟为名讨伐自己，干脆将弘农王害死。董卓将弘农王置于阁上，于初平元年正月十二癸丑日（190年3月6日）派郎中令李儒进献毒酒给弘农王，说道：“喝下這藥吧，可以去掉壞事。”弘农王说：“我没有病，这是想杀我罢了！”不肯喝。李儒强迫他喝，不得已，乃与妻唐姬及随从宫人饮宴而别。饮酒过程中，弘农王悲歌道：
天道易兮我何艰！弃万乘兮退守蕃。逆臣见迫兮命不延，逝将去汝兮适幽玄！
乃令唐姬起舞，唐姬举袖而歌。歌毕，弘农王对唐姬说：“爱卿是王者的妃子，势将不复为吏民之妻。自己保重，从此长辞！”遂喝毒酒而死，时年十五岁。

## 身后
初平元年二月，献帝下诏将哥哥弘农王葬于已故中常侍赵忠的墓穴中，谥曰怀王。李傕之乱后，献帝得知嫂子唐姬尚在人世，乃颁下诏书迎接她，封她为弘农王妃，将她安置在已故弘农王的墓园中。

## 评价
- 刘辩的父亲汉灵帝刘宏在群臣请立太子时对刘辩的评语：“刘辩行为轻佻，不具备帝王应有的威仪，不可以做人主（皇帝）。”[32]

- 蹇硕在刘辩继位后仍然认为“皇帝轻佻无品行”，依然准备改立渤海王刘协。[9]

- 董卓对刘辩评价很差，但他只是以此为借口想废黜刘辩的帝位。
  - 董卓对袁绍说他想要废掉刘辩帝位的理由时对刘辩的评价：“皇帝年幼愚昧，不配做万乘之主（皇帝）。”[33]袁绍则马上回击他：“当今圣上还很年轻，天下人没有听说他有什么不好的行为。”[34]
  - 董卓召集群臣商讨废立大事时对刘辩的评价：“如今皇帝愚昧软弱，不可以做天下之主（皇帝），他的牌位不配放在宗庙内让后人供奉。”[35]群臣不敢多说，唯独尚书卢植不同意，他评价道：“当今圣上还很年轻，行为并没有失当之处，和以前的事[m]没有可比性。”[36]
  - 董卓在废少帝当天对群臣说到他对刘辩的评价：“天子年幼、软弱而不配做一国之君。……皇帝应该像昌邑王那样被废黜。”[37]随后董卓逼迫何太后颁布废少帝立献帝的诏书。[38]

- 卢植：「今上富于春秋，行未有失，非前事之比也。」（《三国志·魏书·董二袁刘传第六》）

- 毛宗岗：「甚矣，帝之多文矣。既作感怀诗于前，复作绝命词于后。文章无救于祸患，我为天子一哭，更为文章一哭。」（汇评三国志演义）

- 中国现代文学家鲁迅评价刘辩临终前的诀别为“汉宫之楚声”。[39]

## 影响
虽然刘辩在位时间很短，且实权在他人手中，自己很难有所作为，但作为曾经名义上的东汉王朝的君主象徵，从出生肇始其存在意义是生母何后与母舅何进为掌握最高权力的利用物，许多政治决策难以有足够话事权，与他相关的事情，尤其是被废和被害两件事对历史的进程仍有一定的影响。

### 少帝被废的影响
少帝的被废，导致董卓专权成为必然的趋势，东汉政权有覆亡的危险，因为废立之事仅仅是董卓政治图谋的第一步，下一步他可能就会取而代之，实现政权更迭。
而少帝的被废，也使得山东的诸位州牧、刺史、太守等有了起兵讨伐董卓的理由，即扶持少帝复位，随着他们控制的地方政府与董卓控制的中央政府的决裂，标志着东汉帝国开始解体，为汉末群雄割据和三国的形成埋下伏笔。
中国历史学家呂思勉认为，董卓“不懂得政治”:47，废少帝而立献帝，是一件“给人家藉口的事”:47-48，“無故廢立，那是怎樣容易受人攻击的事啊！”，可见得“他是一个草包”，种下“失败之由”:48。

### 弘农王被害的影响
弘农王的被害为反董卓盟军提供了理由，即董卓“杀害了皇帝（指逼死弘农王，犯下了弑君大罪），危及了江山社稷”，后来盟军的誓词中也说到了类似的理由：
|  | 汉室不幸，皇纲失统，贼臣董卓乘衅纵害，祸加至尊，虐流百姓，大惧沦丧社稷，翦覆四海。兖州刺史岱、豫州刺史伷、陈留太守邈、东郡太守瑁、广陵太守超等，纠合义兵，并赴国难。凡我同盟，齐心戮力，以致臣节，殒首丧元，必无二志。有渝此盟，俾坠其命，无克遗育。皇天后土，祖宗明灵，实皆鉴之！ |

之后山東盟軍正式向董卓宣战，董卓因为山東盟軍人多势众，终于放弃都城雒阳（今河南省洛阳市），挟持献帝和百官迁都长安（今陕西省西安市汉长安城遗址）以避盟军的锋芒。

## 祖先、家庭与婚姻
| \| \| \| \| \| \| \| \| \| \| \| \| \| \| \| \| \| \| \| \| 高祖父：（追尊）孝穆皇刘开 \| \| \| \| \| \| \| \| \| \| \| \| \| \| \| \| \| \| \| \| \| \| \| \| \| \| \| \| \| \| \| \| \| \| \| \| \| \| \| \| \| \| \| \| \| \| \| \| \| \| \| \| \| \| 曾祖父：（追尊）孝元皇劉淑 \| \| \| \| \| \| \| \| \| \| \| \| \| \| \| \| \| \| \| \| \| \| \| \| \| \| \| \| \| \| \| \| \| \| \| \| \| \| \| \| \| \| \| \| \| \| \| \| \| \| \| \| \| \| 高祖母：（追尊）孝穆皇后赵氏 \| \| \| \| \| \| \| \| \| \| \| \| \| \| \| \| \| \| \| \| \| \| \| \| \| \| \| \| \| \| \| \| \| \| \| \| \| \| \| \| \| \| \| \| \| \| \| \| \| \| \| \| \| \| 祖父：（追尊）孝仁皇刘苌 \| \| \| \| \| \| \| \| \| \| \| \| \| \| \| \| \| \| \| \| \| \| \| \| \| \| \| \| \| \| \| \| \| \| \| \| \| \| \| \| \| \| \| \| \| \| \| \| \| \| \| \| \| \| 曾祖母：（追尊）孝元皇后夏氏 \| \| \| \| \| \| \| \| \| \| \| \| \| \| \| \| \| \| \| \| \| \| \| \| \| \| \| \| \| \| \| \| \| \| \| \| \| \| \| \| \| \| \| \| \| \| \| \| \| \| \| \| \| \| 父：孝灵皇帝刘宏 \| \| \| \| \| \| \| \| \| \| \| \| \| \| \| \| \| \| \| \| \| \| \| \| \| \| \| \| \| \| \| \| \| \| \| \| \| \| \| \| \| \| \| \| \| \| \| \| \| \| \| \| \| \| 祖母：孝仁皇后董氏 \| \| \| \| \| \| \| \| \| \| \| \| \| \| \| \| \| \| \| \| \| \| \| \| \| \| \| \| \| \| \| \| \| \| \| \| \| \| \| \| \| \| \| \| \| \| \| \| \| \| \| \| \| \| 弘农怀王刘辩 \| \| \| \| \| \| \| \| \| \| \| \| \| \| \| \| \| \| \| \| \| \| \| \| \| \| \| \| \| \| \| \| \| \| \| \| \| \| \| \| \| \| \| \| \| \| \| \| \| \| \| \| \| \| 外祖父：舞阳宣德侯何真 \| \| \| \| \| \| \| \| \| \| \| \| \| \| \| \| \| \| \| \| \| \| \| \| \| \| \| \| \| \| \| \| \| \| \| \| \| \| \| \| \| \| \| \| \| \| \| \| \| \| \| \| \| \| 母：灵思皇后何氏 \| \| \| \| \| \| \| \| \| \| \| \| \| \| \| \| \| \| \| \| \| \| \| \| \| \| \| \| \| \| \| \| \| \| \| \| \| \| \| \| \| \| \| \| \| \| \| \| \| \| \| \| \| \| 外祖母：舞阳君兴 \| \| \| \| \| \| \| \| \| \| \| \| \| \| \| \| \| \| \| \| \| \| \| \| \| \| \| \| \| \| \| \| \| \| \| \| \| \| \| \| \| \| \| \| \| \| \| \| \| \| \| \| |                              |  |  |  |  |  |  |  |  |  |  |  |  |  |  |  |
| |                              |  |  |  |  |  |  |  |  |  |  |  |  |  |  |  |
| | 高祖父：（追尊）孝穆皇刘开   |  |  |  |  |  |  |  |  |  |  |  |  |  |  |  |
| |                              |  |  |  |  |  |  |  |  |  |  |  |  |  |  |  |
| |                              |  |  |  |  |  |  |  |  |  |  |  |  |  |  |  |
| | 曾祖父：（追尊）孝元皇劉淑   |  |  |  |  |  |  |  |  |  |  |  |  |  |  |  |
| |                              |  |  |  |  |  |  |  |  |  |  |  |  |  |  |  |
| |                              |  |  |  |  |  |  |  |  |  |  |  |  |  |  |  |
| | 高祖母：（追尊）孝穆皇后赵氏 |  |  |  |  |  |  |  |  |  |  |  |  |  |  |  |
| |                              |  |  |  |  |  |  |  |  |  |  |  |  |  |  |  |
| |                              |  |  |  |  |  |  |  |  |  |  |  |  |  |  |  |
| | 祖父：（追尊）孝仁皇刘苌     |  |  |  |  |  |  |  |  |  |  |  |  |  |  |  |
| |                              |  |  |  |  |  |  |  |  |  |  |  |  |  |  |  |
| |                              |  |  |  |  |  |  |  |  |  |  |  |  |  |  |  |
| | 曾祖母：（追尊）孝元皇后夏氏 |  |  |  |  |  |  |  |  |  |  |  |  |  |  |  |
| |                              |  |  |  |  |  |  |  |  |  |  |  |  |  |  |  |
| |                              |  |  |  |  |  |  |  |  |  |  |  |  |  |  |  |
| | 父：孝灵皇帝刘宏             |  |  |  |  |  |  |  |  |  |  |  |  |  |  |  |
| |                              |  |  |  |  |  |  |  |  |  |  |  |  |  |  |  |
| |                              |  |  |  |  |  |  |  |  |  |  |  |  |  |  |  |
| | 祖母：孝仁皇后董氏           |  |  |  |  |  |  |  |  |  |  |  |  |  |  |  |
| |                              |  |  |  |  |  |  |  |  |  |  |  |  |  |  |  |
| |                              |  |  |  |  |  |  |  |  |  |  |  |  |  |  |  |
| | 弘农怀王刘辩                 |  |  |  |  |  |  |  |  |  |  |  |  |  |  |  |
| |                              |  |  |  |  |  |  |  |  |  |  |  |  |  |  |  |
| |                              |  |  |  |  |  |  |  |  |  |  |  |  |  |  |  |
| | 外祖父：舞阳宣德侯何真       |  |  |  |  |  |  |  |  |  |  |  |  |  |  |  |
| |                              |  |  |  |  |  |  |  |  |  |  |  |  |  |  |  |
| |                              |  |  |  |  |  |  |  |  |  |  |  |  |  |  |  |
| | 母：灵思皇后何氏             |  |  |  |  |  |  |  |  |  |  |  |  |  |  |  |
| |                              |  |  |  |  |  |  |  |  |  |  |  |  |  |  |  |
| |                              |  |  |  |  |  |  |  |  |  |  |  |  |  |  |  |
| | 外祖母：舞阳君兴             |  |  |  |  |  |  |  |  |  |  |  |  |  |  |  |
| |                              |  |  |  |  |  |  |  |  |  |  |  |  |  |  |  |
| |                              |  |  |  |  |  |  |  |  |  |  |  |  |  |  |  |

### 妻妾儿女
史书上有记载的刘辩的妻妾只有一个弘农王妃唐氏，即唐姬。

## 相关文艺作品

### 小说

#### 《三国演义》
汉少帝刘辩在罗贯中所著的《三国演义》第二至四回出场，生平基本与史实一致，不过《演义》中刘辩被废之后因作“怨望之诗”而被董卓抓住把柄，与母亲何太后、妻唐姬同日在永安宫被李儒所害，何太后被李儒推下楼跌死，刘辩被灌毒酒而死，唐姬被绞死。但历史上则是被迫迁于永安宫的何太后先被毒死，未作诗而被置于阁上的刘辩被迫服毒酒而死，唐姬则活到了李傕之乱以后，贾诩得知唐姬尚在人世便告诉了献帝，献帝封她为弘农王妃，在弘农王的墓园中度过余生，不知何时所终。另外，《演义》将刘辩被害之事放在群雄讨伐董卓之前，事实上在刘辩被废以后不久关东群雄就已经举起了讨伐董卓的大旗，起事时刘辩尚在人世，起事之后刘辩才被董卓所害。
《三国演义》的点评者毛纶、毛宗崗父子对弘农王作绝命词的评价是：“甚矣，帝之多文矣。既作感怀诗于前，复作绝命词于后。文章无救于祸患，我为天子一哭，更为文章一哭。”待到弘农王被毒死时又评：“惨极。”毛氏父子奉少帝刘辩为正统，即使他被废为弘农王之后仍称他为“帝”、“天子”。

#### 《后汉演义》
汉少帝刘辩在蔡东藩所著的《中國歷朝通俗演義》之《后汉演义》中出场，其事蹟与史实基本一致。

### 影视
- 刘辩在中國大陸1992年电视连续剧《三国演义》的第二集至第三集中，由朱峰饰演。[52]
- 1996年台灣華視電視劇《三國英雄傳之關公》，由钟本伟饰演。
- 2002年电视剧《曹操与蔡文姬》，由王宁[需要消歧义]饰演。
- 在台灣2009年至2010年偶像劇《終極三國》的第31回和第36回中，則由相博濤饰演。
- 2016年电视剧《武神赵子龙》，由孟彦森饰演。

### 游戏

#### 《三国志》系列
汉少帝刘辩在日本光荣公司出品的《三国志》系列的各代游戏中大多出场，且全部出现在董卓讨伐战的剧本中，但不为玩家所控制。

#### 《幻想三国志》
汉少帝刘辩在宇峻奥汀所出版的电脑游戏《幻想三国志II》中化名为楚歌，是游戏的男主角。传说其为黄帝大臣應龍转世，故事发生在刘辩已死之后，描述刘辩假死之后，化身为其大臣的一个儿子楚歌，最后和旱魃的转世女主角海棠结成连理。

## 延伸阅读
[在维基数据编辑]
 《後漢書/卷9》，出自范晔《後漢書》
 在维基共享资源阅览影像

### 引用
1. 1 2  《后汉书》谓“十八岁”（见《後漢書·卷十》：“王謂姬曰：『卿王者妃，勢不復為吏民妻。自愛，從此長辭！』遂飲藥而死。時年十八。”），而按余书皆可推出是“十五岁”。见《資治通鑑·卷五十九》：“孝靈皇帝下中平六年（己巳，189年）……戊午，皇子辯即皇帝位，年十四。”“孝靈皇帝下初平元年（庚午，190年）……癸酉，董卓使郎中令李儒鴆殺弘農王辯。”
2. ↑  《后汉书·皇后纪下》：“……生皇子辩，……拜后为贵人，甚有宠幸。”
3. ↑  《后汉书·皇后纪下》章懷太子注引《献帝春秋》：“灵帝数失子，不敢正名，养道人史子眇家，号曰史侯。”
4. ↑  《后汉纪·孝灵皇帝纪下卷第二十五》周天游注：“史道人者，史子眇也，乃道术之士，后欲依其术善护皇子。”
5. ↑  《后汉书·何进传》：“初，何皇后生皇子辩，王贵人生皇子协。群臣请立太子，帝以辩轻佻无威仪，不可为人主，然皇后有宠，且进又居重权，故久不决。”
6. ↑  《后汉书·何进传》：“六年，帝疾笃，属协于蹇硕。硕既受遗诏，且素轻忌于进兄弟，及帝崩，硕时在内，欲先诛进而立协。及进从外入，硕司马潘隐与进早旧，迎而目之。进惊，驰从儳道归营，引兵入屯百郡邸，因称疾不入。硕谋不行，皇子辩乃即位，……”
7. ↑  《資治通鑑·卷五十九》：“孝靈皇帝下中平六年（己巳，189年）……戊午，皇子辯即皇帝位，年十四。”另，《后汉书》的说法是“年十七”，其余史书都说是十四岁，今从多数。
8. ↑  诏书见于《后汉纪·孝灵皇帝纪下卷第二十五》。
9. 1 2  《后汉纪·孝灵皇帝纪下卷第二十五》：“上军校尉蹇硕以帝轻佻不德……欲……立渤海王。”
10. ↑  《后汉书·窦何列传第五十九》：“故胜亲信何氏，遂共赵忠等议，不从硕计，而以其书示进。进乃使黄门令收硕，诛之，因领其屯兵。”
11. ↑  见《中国古代史》上册和《秦汉简史》等。
12. ↑  《后汉书·孝灵帝纪》：“八月戊辰，中常侍张让、段圭等杀大将军何进，于是虎贲中郎将袁术烧东西宫，攻诸宦者。”
13. ↑  《后汉书·孝灵帝纪》：“庚午，张让、段圭等劫少帝及陈留王幸北宫德阳殿。”
14. ↑  《资治通鉴·卷五十九》：“尚书卢植执戈于阁道窗下，仰数段圭；圭惧，乃释太后，太后投阁，得免。”
15. ↑  《后汉书·孝灵帝纪》：“让、圭等复劫少帝、陈留王走小平津。”
16. ↑  《后汉书·孝灵帝纪》章怀太子注引《献帝春秋》：“河南中部掾闵贡见天子出，率骑追之，比晓到河上。天子饥渴，贡宰羊进之，厉声责让等……让等惶怖，叉手再拜叩头，向天子辞……遂投河而死。”
17. ↑  《资治通鉴·卷五十九》：“贡扶帝与陈留王夜步逐萤光南行，欲还宫，行数里，得民家露车，共乘之，至雒舍止，辛未，帝独乘一马，陈留王与贡共乘一马，从雒舍南行，公卿稍有至者。”
18. ↑  《后汉书·董卓列传》：“卓以王为贤，且为董太后所养，卓自以与太后同族，有废立意。”
19. ↑   《后汉书·五行志一》曰：“灵帝之末，京都童谣。至中平六年，少帝登蹑至尊，献帝未有爵号，为中常侍段珪等所执，公卿百官皆随其后，到河上，乃得来还。此为非侯非王上北芒者也。”
20. ↑  《搜神记·第六卷》：“灵帝之末，京师谣言曰：“侯非侯，王非王。千乘万骑上北邙。”到中平六年，史侯登蹑至尊，献帝未有爵号，为中常侍段圭等所执，公卿百僚，皆随其后，到河上，乃得还。”
21. ↑  见《网上南国早报 （页面存档备份，存于）》》。
22. ↑  《后汉书·孝灵帝纪》：“辛未，还宫。大赦天下，改光熹为昭宁。”
23. ↑  《后汉书·董卓列传》：“卓兵士大盛。乃讽朝廷策免司空刘弘而自代之。因集议废立。百僚大会，卓乃奋首而言……公卿以下莫敢对。”
24. ↑  各类史书所载诏书各不相同，以《三国志·董二袁传》裴松之注引《献帝春秋》所载诏书最为齐全，今列于此。
25. ↑  《资治通鉴·卷五十九》“汉灵帝中平六年”：“袁隗解帝玺绶，以奉陈留王，扶弘农王下殿，北面称臣。太后鲠涕，群臣含悲，莫敢言者。”
26. ↑  《太平御览·卷九十二 皇王部十七》引《英雄记》：“卓闻东方州郡谋欲举兵，恐其以弘农王为主，乃置王阁上，……”
27. ↑  《后汉书·孝献帝纪》：“癸酉，董卓杀弘农王。”但该年正月没有癸酉日，显然是错误的。袁宏《后汉纪·孝献皇帝纪卷第二十六》则作“癸丑”，为正月十二日。
28. ↑  《后汉书·皇后纪下》：“明年，山东义兵大起，讨董卓之乱。卓乃置弘农王于阁上，使郎中令李儒进酖，……”
29. ↑  《后汉书·皇后纪下》：初平元年，“卓乃置弘农王于阁上，使郎中令李儒进酖，曰：‘服此药，可以辟恶。’王曰：‘我无疾，是欲杀我耳！’不肯饮。强饮之，不得已，乃与妻唐姬及宫人饮醼别。”
30. ↑  《后汉书·皇后纪下》：“初平元年二月，葬弘农王于故中常侍赵忠成圹中，谥曰怀王。”
31. 1 2  《后汉书·皇后纪下》：“及李傕破长安，遣兵钞关东，略得姬。傕因欲妻之，固不听，而终不自名。尚书贾诩知之，以状白献帝。帝闻感怆，乃下诏迎姬，置园中，使侍中持节拜为弘农王妃。”
32. ↑  《后汉书·何进传》：“辩轻佻无威仪，不可为人主。”
33. ↑  《三国志·董二袁传》裴松之注引《献帝春秋》：“皇帝冲闇，非万乘之主。”
34. ↑  同上：“今上富于春秋，未有不善宣于天下。”
35. ↑  《三国志·董二袁传》裴松之注引《献帝纪》：“今皇帝闇弱，不可以奉宗庙，为天下主。”
36. ↑  《三国志·董二袁传》裴松之注引《献帝纪》：“今上富于春秋，行未有失，非前事之比也。”
37. ↑  同上：“天子幼质，软弱不君。……皇帝宜如昌邑。”
38. ↑  同上：“皇帝承绍，海内侧望，而帝天姿轻佻，威仪不恪，在丧慢惰，衰如故焉；凶德既彰，淫秽发闻，损辱神器，忝污宗庙。”
39. ↑  鲁迅《汉文学史纲要》，第六篇《汉宫之楚声》：“虽临危抒愤，词意浅露，而其体式，亦皆楚歌也。”
40. ↑  《三国志·武帝纪》裴松之注引《英雄记》：东郡太守桥瑁诈作京师三公移书与州郡，陈卓罪恶，云“见逼迫，无以自救，企望义兵，解国患难。”
41. 1 2 3  呂思勉. . 香港: 商務印書館（香港）. 2009.
42. ↑  《三国志·吕布臧洪传》：“董卓杀帝，图危社稷。”
43. ↑  誓词见于《三国志·吕布臧洪传》。
44. ↑  《资治通鉴·卷五十九》“汉献帝初平元年”：“董卓以山东兵盛，欲迁都以避之……车驾入长安……”
45. ↑  见《三国演义》第二回《张益德怒鞭督邮 何国舅谋诛宦竖》、 第三回《议温明董卓叱丁原 馈金珠李肃说吕布》和第四回《废汉帝陈留为皇 谋董贼孟德献刀》。
46. ↑  见《三国演义》第四回《废汉帝陈留为皇 谋董贼孟德献刀》。
47. ↑  《后汉书·皇后纪下》：“……乃迁于永安宫，因进酖，弑而崩。”
48. ↑  《資治通鑑·卷五十九》：“孝靈皇帝下初平元年（庚午，190年）……春，正月，关东州郡皆起兵以讨董卓，推渤海太守袁绍为盟主。……癸酉，董卓使郎中令李儒鸩杀弘农王辩。”
49. ↑  《三国演义》所写弘农王的绝命词与史书所载有出入，不过词意差不多。
50. ↑  见毛评本《三国演义》第四回。
51. ↑  见《后汉演义》第六十四至六十七回。
52. ↑  见电视连续剧《三国演义》第二集《十常侍乱政》和第三集《董卓霸京师》。
53. ↑  见《幻想三国志2》全攻略 （页面存档备份，存于）。